# Cantón de Criquetot-l'Esneval
El cantón de Criquetot-l'Esneval era una división administrativa francesa, que estaba situada en el departamento de Sena Marítimo y la región de Alta Normandía.

## Composición
El cantón estaba formado por veintiuna comunas:
- Angerville-l'Orcher
- Anglesqueville-l'Esneval
- Beaurepaire
- Bénouville
- Bordeaux-Saint-Clair
- Criquetot-l'Esneval
- Cuverville
- Étretat
- Fongueusemare
- Gonneville-la-Mallet
- Hermeville
- Heuqueville
- La Poterie-Cap-d'Antifer
- Le Tilleul
- Pierrefiques
- Sainte-Marie-au-Bosc
- Saint-Jouin-Bruneval
- Saint-Martin-du-Bec
- Turretot
- Vergetot
- Villainville

## Supresión del cantón de Criquetot-l'Esneval
En aplicación del Decreto n.º 2014-266 de 27 de febrero de 2014, el cantón de Criquetot-l'Esneval fue suprimido el 22 de marzo de 2015 y sus 21 comunas pasaron a formar parte del nuevo cantón de Octeville-sur-Mer.